# Kotlin (Polonia)
Kotlin ([ˈkɔtlin]) es una localidad Polonia del voivodato de Gran Polonia. Es la capital administrativa del distrito homónimo.
Situada a 13 km al sureste de Jarocin y a 74 en la misma dirección de Poznań, capital del voivodato.